# Bruno Foucart
Bruno Foucart (Cambrai, 4 agosto 1938 – Courbevoie, 5 gennaio 2018) è stato uno storico dell'arte francese.
Attraverso le sue pubblicazioni, il suo insegnamento e l'occupazione di diverse posizioni di responsabilità, è stato una figura essenziale nella ricerca dell'arte e dell'architettura del XX secolo.

## Biografia

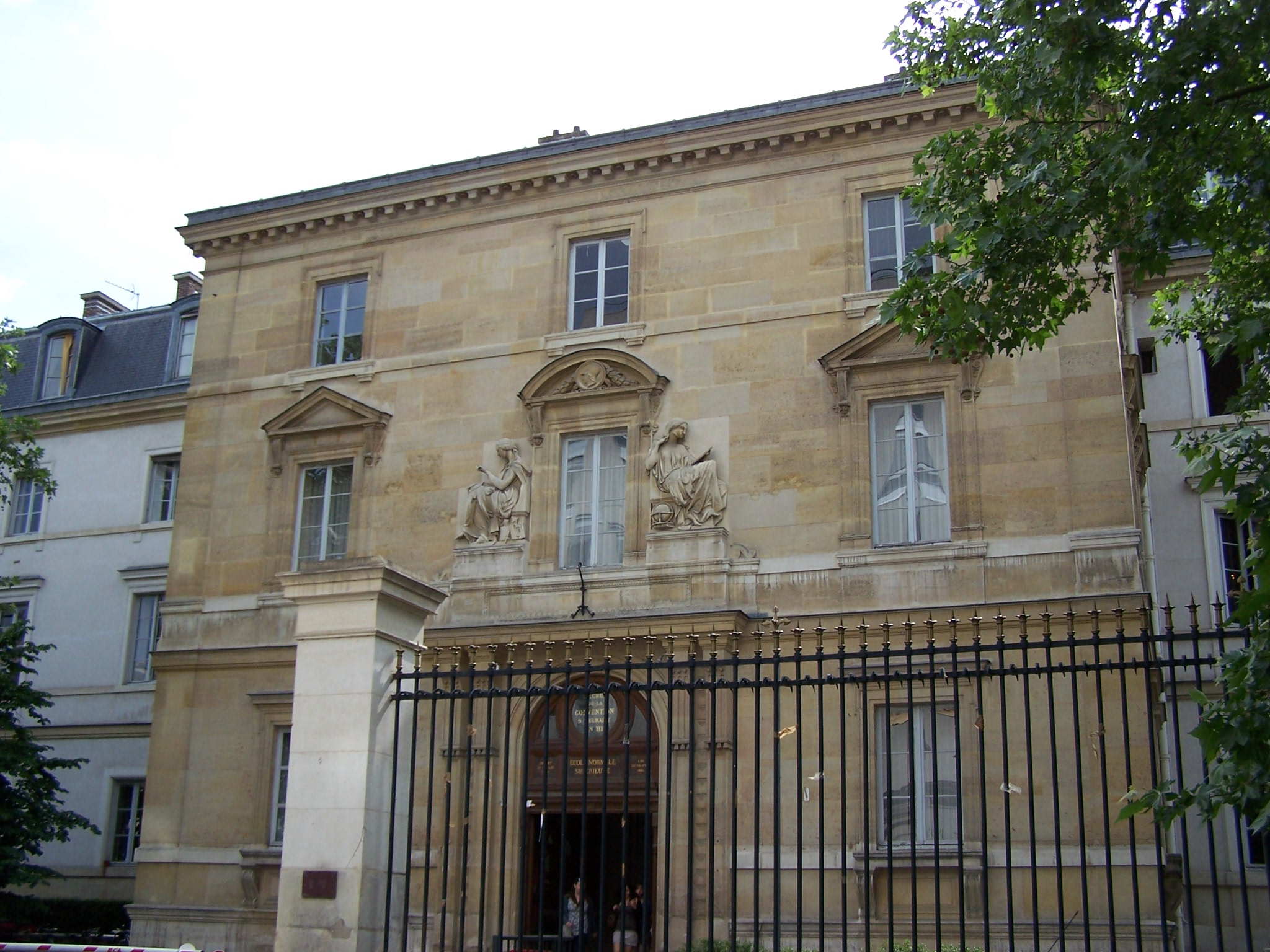
L'École normale supérieure di Parigi.

Nato a Cambrai il 4 agosto 1938 crebbe a Digione dove suo padre, Jacques Foucart, era stato nominato magistrato. Dopo aver studiato al Lycée Carnot, nel 1959 si iscrisse all'École normale supérieure di Parigi. Una volta compiuto il servizio militare in Algeria, si laureò in lettere classiche e poi entrò nel Centre national de la recherche scientifique nel 1965, dove lavorò presso l'Inventario Generale.
Si dedicò poi agli studi in storia dell'arte presso l'Università della Sorbona dove, nel 1980, sotto la direzione di René Jullian e dopo il pensionamento di quest'ultimo, sotto quella di Yves Bottineau, discusse una tesi di dottorato su "Le renouveau de la peinture religieuse en France". Questo studio, intrapreso contro corrente rispetto alle opinioni e ai gusti del tempo, e che mise in luce l'opera dei discepoli di Ingres, costituisce la prima parte della sua riabilitazione del non amato XIX secolo.
Assistente alla Sorbona durante la sua tesi, insegnò poi nelle università della Borgogna, Parigi-Nanterre e Sorbona, nonché presso la École nationale supérieure des beaux-arts e la Scuola di Chaillot. Questo lungo magistero, durante il quale ha supervisionato circa centocinquanta tesi e moltissimi maestri, gli ha permesso di formare diverse generazioni di storici dell'arte e curatori, che oggi prontamente gli riconoscono il loro debito..

### Responsabilità politiche e amministrative

#### Nei gabinetti ministeriali
Accanto alla sua attività di ricercatore e docente, Bruno Foucart ebbe incarichi in diversi uffici ministeriali. Dal luglio 1972 al marzo 1973 fece parte della squadra di Xavier Deniau, Segretario di Stato per i Dipartimenti e Territori d'Oltremare, prima di entrare, da febbraio ad aprile 1974, nel gabinetto di Alain Peyrefitte, Ministro degli Affari Culturali, poi, da giugno 1974 ad agosto 1976, in quello del suo successore Michel Guy, Segretario di Stato per la Cultura sotto Valéry Giscard d'Estaing. Nel 1973 prese parte alla ristrutturazione della Gare d'Orsay, che divenne poi l'omonimo museo, e alla trasformazione dell'Hôtel Salé nel museo Picasso nel 1974–1975. Come scrisse Jean-Jacques Aillagon "ha segnato la storia del Ministero della Cultura e delle sue politiche a favore del patrimonio in modo brillante e decisivo, come pochi consiglieri hanno saputo fare all'interno di un gabinetto, in così poco tempo".

#### Organizzazioni e società culturali

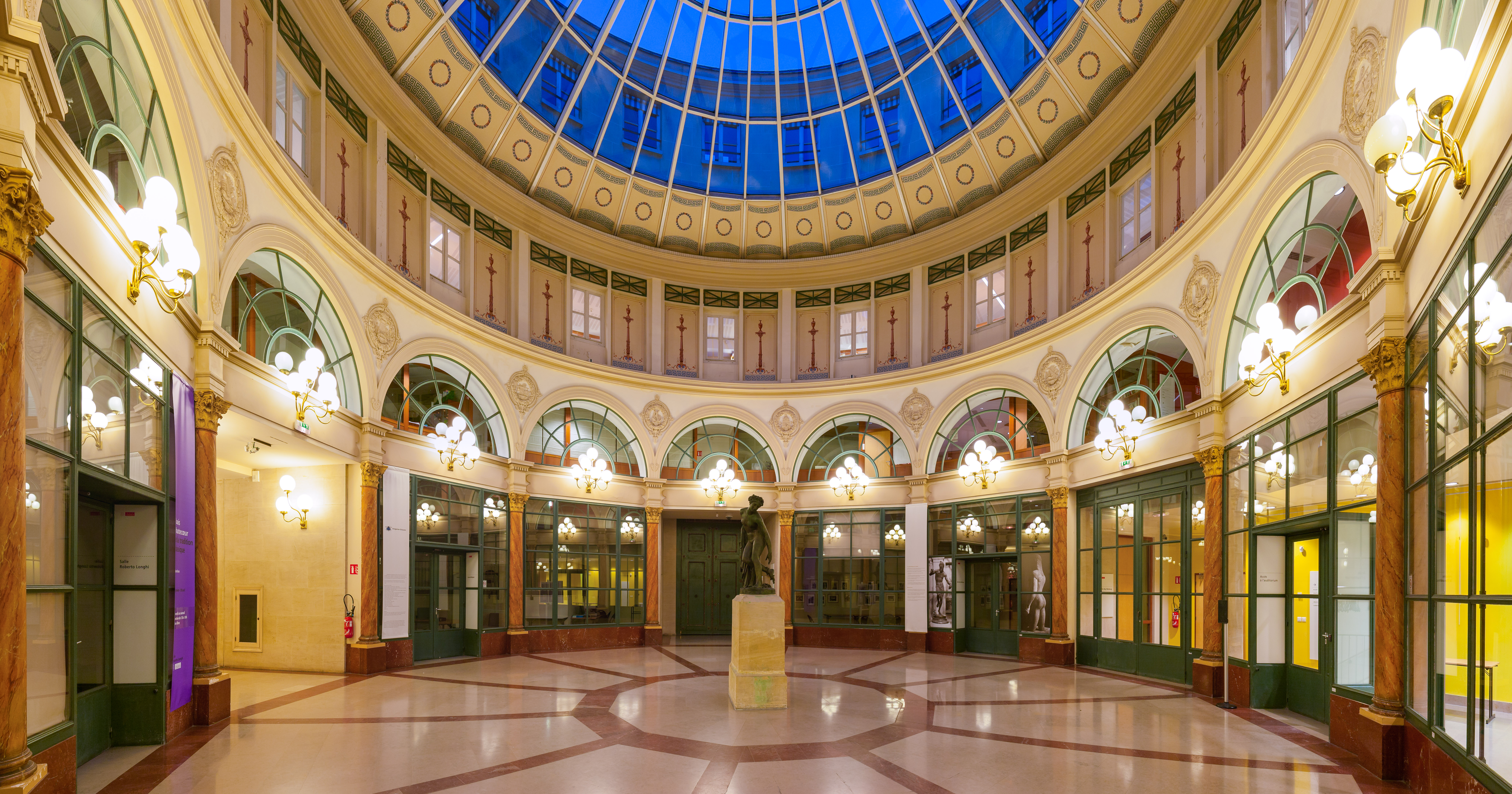
La galleria Colbert che ospita il Centro André-Chastel.

Dal 2004 e fino alla sua morte, avvenuta il 5 gennaio 2018, è stato segretario generale dell'Institut Napoléon. Allo stesso tempo, dal 1977 al 2004, è stato anche segretario generale della Société de l'histoire de l'art français e ha contribuito ad aprire il suo campo di studio alla seconda metà del XX secolo.
Dagli anni 1990 agli anni 2000 è stato direttore dell'"UFR d'Art et Archeologie de Sorbonne Université", periodo durante il quale ha promosso lo sviluppo del dipartimento di arti decorative, e direttore del CRHAAM (Centre de recherche sur l’histoire de l’art et l’architecture moderne), che dal 2004 è diventato il Centre André-Chastel. Infine, nel 2006, è stato nominato presidente del Comité du patrimoine cultuel del Ministero della Cultura.

### Linee di ricerca

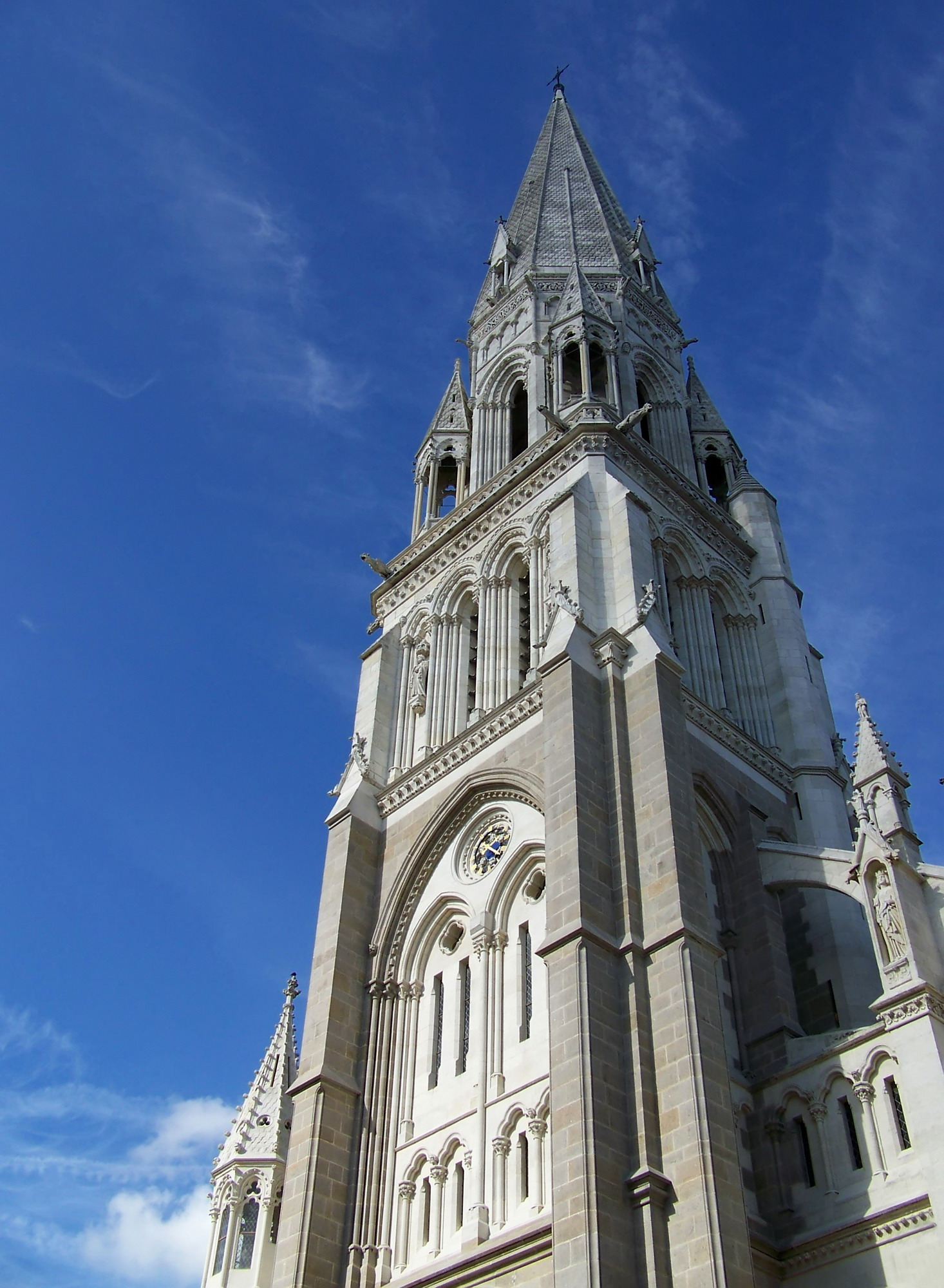
Basilica di Saint-Nicolas di Nantes, esempio di architettura neogotica sostenuta da Bruno Foucart.

Già prima della sua tesi sulla pittura religiosa, Bruno Foucart pubblicava nel 1974 l'articolo "Comment peut-on aimer une église du XIX siècle? Ou de la réhabilitation du pastiche", testo pionieristico e fondativo che avviò la ricerca sull'arte religiosa del XIX secolo.
Assolutamente legato a questo periodo, svolse un ruolo determinante anche nella tutela del suo patrimonio architettonico - sacro, civile o industriale -, in particolare facendo registrare numerosi monumenti come Monumenti storici, e riabilitando brillantemente l'opera dell'architetto restauratore Eugène Viollet-le-Duc in occasione della mostra monografica al Grand Palais nel 1980.
Vedendosi affidata, dal 1968, la direzione scientifica della Bibliothèque Marmottan di Boulogne, approfittò delle sue nuove responsabilità per organizzare numerose mostre su Napoleone e il Primo Impero francese, ma anche – a riprova dell'eclettismo dei suoi gusti (un concetto che gli era caro) – sviluppare l'interesse del pubblico per l'architettura Art Deco, molto rappresentata in città. Eletto consigliere comunale di Boulogne, incaricato della cultura, svolse un ruolo molto importante anche nella creazione del Museo degli anni Trenta e difese con vigore il patrimonio della prima metà del XX secolo.

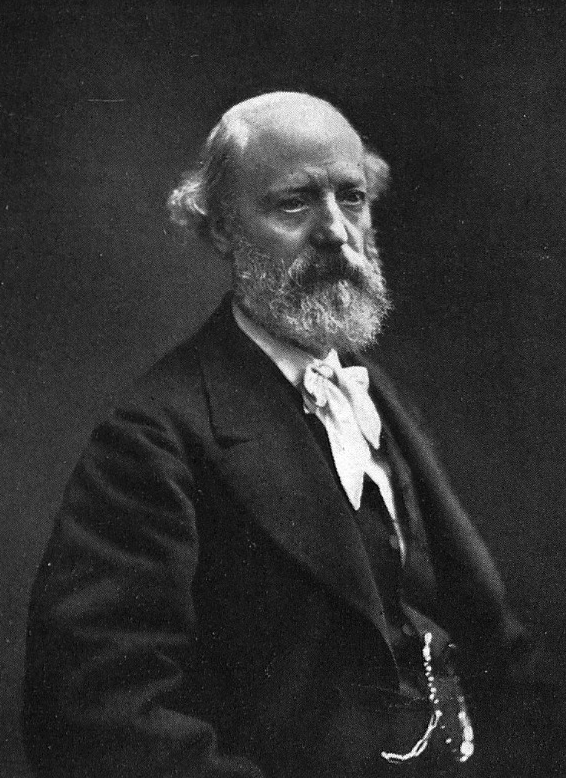
Eugène Viollet-le-Duc, fotografato da Nadar.

Sebbene la sua tesi sia diventata un libro nel 1987, Bruno Foucart pubblicò pochi lavori. Di contro è stato autore di un numero elevatissimo di articoli, saggi e prefazioni poiché la sua bibliografia ammontava a circa 400 voci alla fine della sua vita. Scrisse regolarmente anche per la stampa, prima per il Quotidien de Paris (1981–1985), poi per Beaux-Arts Magazine, Savoir des Arts e infine per Le Figaro littéraire.

## Riconoscimenti
Tra le decorazioni francesi, Bruno Foucart è stato destinatario di:
- Ufficiale della Légion d'honneur: cavaliere dal 26 gennaio 1989, venne promosso ufficiale il 6 aprile 2012[14];
- Ufficiale dell'ordre national du Mérite: cavaliere dal 15 aprile 1974, venne promosso ufficiale il 13 maggio 1996[15];
- Ufficiale dell'Ordre des Palmes académiques;
- Comandante dell'Ordre des Arts et des Lettres dal 15 novembre 1996[16].

Il 2 maggio 2012, il ministro della Cultura Frédéric Mitterrand ha consegnato a Bruno Foucart le insegne di ufficiale dell'Ordine della Legion d'Onore. In questa occasione, saluta come "decisiva" la sua azione a favore del patrimonio, aggiungendo che il suo lavoro ha permesso di rivelare "al grande pubblico l'interesse dei municipi, dei tribunali e delle chiese di un secolo sin qui denigrato dagli storici dell'arte".